# Único (álbum de Abel Pintos)
Único es el segundo álbum en vivo del cantante Argentino Abel Pintos, primero en ser de un concierto presencial tomando en cuenta a Sueño Dorado y décimo en su discografía, editado en 2015 por Sony Music. 
El álbum se grabó en 2014, en un concierto en el Estadio Ciudad de La Plata y contiene 15 temas en vivo y una pista adicional inédita compuesto por Abel. La edición CD+DVD contiene 29 temas en vivo y un documental exclusivo de sus días de gira.

## Lista de canciones
| N.º | Título                                    | Escritor(es)                                                            | Duración |  |
| 1.  | «Motivos»                                 | Abel Pintos                                                             | 3:27     |  |
| 2.  | «Aquí te espero»                          | Abel Pintos - Ariel Pintos - Marcelo Predacino - Diego Cantero Campillo | 2:53     |  |
| 3.  | «Tanto amor»                              | Abel Pintos - Ariel Pintos - Enzo Pauletti                              | 4:20     |  |
| 4.  | «Solo canto por vos / El beso / Quisiera» | Abel Pintos / Abel Pintos - Ariel Pintos / Abel Pintos                  | 3:42     |  |
| 5.  | «Lo que soy»                              | Abel Pintos - Ariel Pintos                                              | 3:49     |  |
| 6.  | «Sin principio ni final»                  | Abel Pintos                                                             | 3:32     |  |
| 7.  | «Ya estuve aquí»                          | Abel Pintos - María Bernal Hernández                                    | 3:33     |  |
| 8.  | «No me olvides»                           | Enzo Pauletti - Ariel Pintos                                            | 3:26     |  |
| 9.  | «Sueño dorado»                            | Abel Pintos - Ariel Pintos                                              | 3:51     |  |
| 10. | «La llave»                                | Abel Pintos - Enzo Pauletti                                             | 3:20     |  |
| 11. | «Cuántas veces»                           | Abel Pintos                                                             | 3:51     |  |
| 12. | «Tu voz»                                  | Abel Pintos - Ariel Pintos                                              | 4:41     |  |
| 13. | «De sólo vivir»                           | Abel Pintos - Miriam Cecilia Leos Guadarrama                            | 4:41     |  |
| 14. | «Aventura»                                | Abel Pintos - Ariel Pintos                                              | 4:41     |  |
| 15. | «A-Dios»                                  | Abel Pintos                                                             | 4:41     |  |
| 16. | «Juntos (Bonus track)»                    | Abel Pintos                                                             | 4:41     |  |

| Lista de vídeos - DVD |                                                               |          |  |
| N.º                   | Título                                                        | Duración |  |
| 1.                    | «Aquí te espero» (En vivo)                                    | 3:49     |  |
| 2.                    | «Ya estuve aquí» (En vivo)                                    | 3:41     |  |
| 3.                    | «Tanto amor» (En vivo)                                        | 3:49     |  |
| 4.                    | «Lo que soy» (En vivo)                                        | 3:53     |  |
| 5.                    | «Arder en libertad» (En vivo)                                 | 3:10     |  |
| 6.                    | «De solo vivir» (En vivo)                                     | 3:21     |  |
| 7.                    | «El mar» (En Vivo)                                            | 5:20     |  |
| 8.                    | «Alguna Vez» (En vivo)                                        | 3:42     |  |
| 9.                    | «Que te vaya bien» (En vivo)                                  | 3:07     |  |
| 10.                   | «Cuantas veces» (En vivo)                                     | 4:22     |  |
| 11.                   | «Libertad» (En vivo)                                          | 3:33     |  |
| 12.                   | «Motivos» (En vivo)                                           | 3:17     |  |
| 13.                   | «A-Dios» (En vivo)                                            | 4:07     |  |
| 14.                   | «Mi error/Solo canto por vos/El beso/Quisiera» (En vivo)      | 7:09     |  |
| 15.                   | «Sueño dorado» (En vivo)                                      | 3:39     |  |
| 16.                   | «Sin principio ni final» (En vivo)                            | 3:48     |  |
| 17.                   | «La llave» (En vivo)                                          | 4:53     |  |
| 18.                   | «Flores en el río» (En vivo)                                  | 3:10     |  |
| 19.                   | «No me olvides» (En vivo)                                     | 3:31     |  |
| 20.                   | «Todo está en vos» (En vivo)                                  | 2:47     |  |
| 21.                   | «Halleluja (Aleluya)» (En vivo)                               | 4:56     |  |
| 22.                   | «Tu voz» (En vivo)                                            | 7:10     |  |
| 23.                   | «Incomparable/Buenos Amores/Vagabundo/Incomparable» (En vivo) | 5:41     |  |
| 24.                   | «Crónica» (En vivo)                                           | 3:15     |  |
| 25.                   | «Aventura» (En vivo)                                          | 3:58     |  |
| 26.                   | «Tiempo» (En vivo)                                            | 5:23     |  |
| 27.                   | «El antigal» (En vivo)                                        | 7:20     |  |
| 28.                   | «Bella flor»                                                  | 2:51     |  |
| 29.                   | «Revolución (Espíritu)» (En vivo)                             | 4:59     |  |
| 30.                   | «Documental»                                                  | 8:58     |  |

## Posicionamiento en listas
| Listas (2015)     | Mejor posición |
| ----------------- | -------------- |
| Argentina (CAPIF) | 1              |

## Certificaciones
| País      | Organismo certificador | Certificación | Ventas certificadas | Ref.  |
| --------- | ---------------------- | ------------- | ------------------- | ----- |
| Argentina | CAPIF                  | Diamante      | 200 000             | [ 3 ] |